# 岐阜県中学校一覧
| 総数                        | 179校・1分校     |
| 国立                        | 0校              |
| 公立                        | 170校・1分校     |
| 私立                        | 9校              |
| 教育委員会所在地            | 〒500-8570       |
| 岐阜県岐阜市薮田南二丁目1-1 |                  |
| 公式サイト                  | 岐阜県教育委員会 |

岐阜県中学校一覧（ぎふけんちゅうがっこういちらん）は、岐阜県の中学校の一覧。ここでは義務教育学校についても記す。

## 国立義務教育学校
- 岐阜大学教育学部附属小中学校

## 公立義務教育学校

### 岐阜市
- 岐阜市立藍川北学園

### 大垣市
- 大垣市立上石津学園

### 高山市
- 高山市立荘川さくら学園

### 羽島市
- 羽島市立桑原学園

### 本巣市
- 本巣市立根尾学園

### 本巣郡
- 北方町立北学園
- 北方町立南学園

### 大野郡
- 白川村立白川郷学園

## 公立中学校

### 岐阜市
- 岐阜市立岐阜清流中学校
- 岐阜市立岐阜中央中学校
- 岐阜市立本荘中学校
- 岐阜市立梅林中学校
- 岐阜市立加納中学校
- 岐阜市立長森中学校
- 岐阜市立長良中学校
- 岐阜市立島中学校
- 岐阜市立岩野田中学校
- 岐阜市立精華中学校
- 岐阜市立藍川中学校
- 岐阜市立三輪中学校
- 岐阜市立岐北中学校
- 岐阜市立厚見中学校
- 岐阜市立青山中学校
- 岐阜市立陽南中学校
- 岐阜市立藍川東中学校
- 岐阜市立岐阜西中学校
- 岐阜市立長森南中学校
- 岐阜市立東長良中学校
- 岐阜市立境川中学校
- 岐阜市立草潤中学校

### 大垣市

#### 組合立
- 大垣市安八郡安八町組合立東安中学校

#### 市立
- 大垣市立興文中学校
- 大垣市立東中学校
- 大垣市立西中学校
- 大垣市立南中学校
- 大垣市立北中学校
- 大垣市立江並中学校
- 大垣市立赤坂中学校
- 大垣市立西部中学校
- 大垣市立星和中学校

### 高山市
- 高山市立日枝中学校
- 高山市立松倉中学校
- 高山市立中山中学校
- 高山市立東山中学校
- 高山市立丹生川中学校
- 高山市立清見中学校
- 高山市立荘川中学校
- 高山市立宮中学校
- 高山市立久々野中学校
- 高山市立朝日中学校
- 高山市立国府中学校
- 高山市立北稜中学校

### 多治見市
- 多治見市立陶都中学校
- 多治見市立多治見中学校
- 多治見市立平和中学校
- 多治見市立小泉中学校
- 多治見市立南ヶ丘中学校
- 多治見市立北陵中学校
- 多治見市立南姫中学校
- 多治見市立笠原中学校

### 関市
- 関市立緑ヶ丘中学校
- 関市立旭ヶ丘中学校
- 関市立桜ケ丘中学校
- 関市立下有知中学校
- 関市立富野中学校
- 関市立小金田中学校
- 関市立板取川中学校
- 関市立武芸川中学校
- 関市立津保川中学校

### 中津川市
- 中津川市立第一中学校
- 中津川市立第二中学校
- 中津川市立苗木中学校
- 中津川市立坂本中学校
- 中津川市立落合中学校
- 中津川市立阿木中学校
- 中津川市立神坂中学校
- 中津川市立坂下中学校
- 中津川市立加子母中学校
- 中津川市立付知中学校
- 中津川市立福岡中学校
- 中津川市立蛭川中学校

### 美濃市
- 美濃市立美濃中学校
- 美濃市立昭和中学校

### 瑞浪市
- 瑞浪市立瑞浪中学校
- 瑞浪市立瑞浪南中学校
- 瑞浪市立瑞浪北中学校

### 羽島市
- 羽島市立羽島中学校
- 羽島市立竹鼻中学校
- 羽島市立中央中学校
- 羽島市立中島中学校

### 恵那市
- 恵那市立恵那西中学校
- 恵那市立恵那東中学校
- 恵那市立恵那北中学校
- 恵那市立岩邑中学校
- 恵那市立山岡中学校
- 恵那市立明智中学校
- 恵那市立串原中学校
- 恵那市立上矢作中学校

### 美濃加茂市

#### 組合立
- 美濃加茂市富加町中学校組合立双葉中学校

#### 市立
- 美濃加茂市立西中学校
- 美濃加茂市立東中学校

### 土岐市
- 土岐市立土岐津中学校
- 土岐市立西陵中学校
- 土岐市立濃南中学校
- 土岐市立駄知中学校
- 土岐市立肥田中学校
- 土岐市立泉中学校

### 各務原市
- 各務原市立那加中学校
- 各務原市立桜丘中学校
- 各務原市立稲羽中学校
- 各務原市立川島中学校
- 各務原市立鵜沼中学校
- 各務原市立緑陽中学校
- 各務原市立蘇原中学校
- 各務原市立中央中学校

### 可児市
- 可児市立蘇南中学校
- 可児市立中部中学校
- 可児市立西可児中学校
- 可児市立東可児中学校
- 可児市立広陵中学校

### 山県市
- 山県市立高富中学校
- 山県市立伊自良中学校
- 山県市立美山中学校

### 瑞穂市
- 瑞穂市立穂積中学校
- 瑞穂市立穂積北中学校
- 瑞穂市立巣南中学校

### 飛騨市
- 飛騨市立古川中学校
- 飛騨市立神岡中学校
- 飛騨市立山之村小中学校

### 本巣市
- 本巣市立本巣中学校
- 本巣市立真正中学校
- 本巣市立糸貫中学校

### 郡上市
- 郡上市立八幡中学校
- 郡上市立八幡西中学校
- 郡上市立大和中学校
- 郡上市立白鳥中学校
- 郡上市立高鷲中学校
- 郡上市立郡南中学校
- 郡上市立明宝中学校
- 郡上市立郡上東中学校

### 下呂市
- 下呂市立萩原南中学校
- 下呂市立萩原北中学校
- 下呂市立小坂中学校
- 下呂市立下呂中学校
- 下呂市立竹原中学校
- 下呂市立金山中学校

### 海津市
- 海津市立日新中学校
- 海津市立平田中学校
- 海津市立城南中学校

### 羽島郡
- 岐南町立岐南中学校
- 笠松町立笠松中学校

### 養老郡
- 養老町立高田中学校
- 養老町立東部中学校

### 不破郡
- 垂井町立不破中学校
- 垂井町立北中学校
- 関ケ原町立関ケ原中学校

### 安八郡

#### 組合立
- 安八町大垣市学校組合立東安中学校

#### 町立
- 神戸町立神戸中学校
- 輪之内町立輪之内中学校
- 安八町立登龍中学校

### 揖斐郡
- 揖斐川町立揖斐川中学校
- 揖斐川町立北和中学校
- 揖斐川町立谷汲中学校
- 大野町立揖東中学校
- 大野町立大野中学校
  - 大野町立大野中学校大野分校
- 池田町立池田中学校

### 加茂郡
- 坂祝町立坂祝中学校
- 川辺町立川辺中学校
- 七宗町立七宗中学校
- 八百津町立八百津中学校
- 八百津町立八百津東部中学校
- 白川町立白川中学校
- 白川町立黒川中学校
- 白川町立佐見中学校
- 東白川村立東白川中学校

### 可児郡

#### 組合立
- 可児市御嵩町中学校組合立共和中学校

#### 町立
- 御嵩町立上之郷中学校
- 御嵩町立向陽中学校

## 私立中学校
- 岐阜聖徳学園大学附属中学校
- 聖マリア女学院中学校
- 岐阜東中学校
- 鶯谷中学校
- 帝京大学可児中学校
- 美濃加茂中学校
- 麗澤瑞浪中学校
- 多治見西高等学校附属中学校
- 西濃学園中学校